# Villemur-sur-Tarn
Villemur-sur-Tarn (okzitanisch Vilamur de Tarn) ist eine französische Kleinstadt im Département Haute-Garonne in der Region Okzitanien. Sie gehört zum Arrondissement Toulouse und zum Kanton Villemur-sur-Tarn. Die 6.235 Einwohner (Stand: 1. Januar 2022) werden Villemuriens genannt.

## Geographie
Villemur-sur-Tarn liegt etwa 23 Kilometer nordnordöstlich von Toulouse  am Tarn. Umgeben wird Villemur-sur-Tarn von den Nachbargemeinden Varennes und Verlhac-Tescou im Norden, Le Born im Nordosten, Montvalen im Osten, Bondigoux im Süden und Südosten, Villematier im Süden, Villeneuve-lès-Bouloc im Süden und Südwesten, Bouloc im Südwesten, Villaudric im Westen und Südwesten, Fronton im Westen sowie Nohic im Nordwesten.

## Geschichte
Die Kleinstadt liegt an einem strategisch wichtigen Ort am Tarn.

### Bevölkerungsentwicklung
| Jahr                       | 1962 | 1968 | 1975 | 1982 | 1990 | 1999 | 2006 | 2017 |
| Einwohner                  | 4169 | 4738 | 4692 | 4415 | 4840 | 4929 | 5137 | 5888 |
| Quellen: Cassini und INSEE |      |      |      |      |      |      |      |      |

## Sehenswürdigkeiten
- Kirche Saint-Jean
- Kirche Saint-Michel, ursprünglich im 12. Jahrhundert erbaut, im 14. Jahrhundert wieder errichtet
- Verteidigungsturm aus dem 13. Jahrhundert

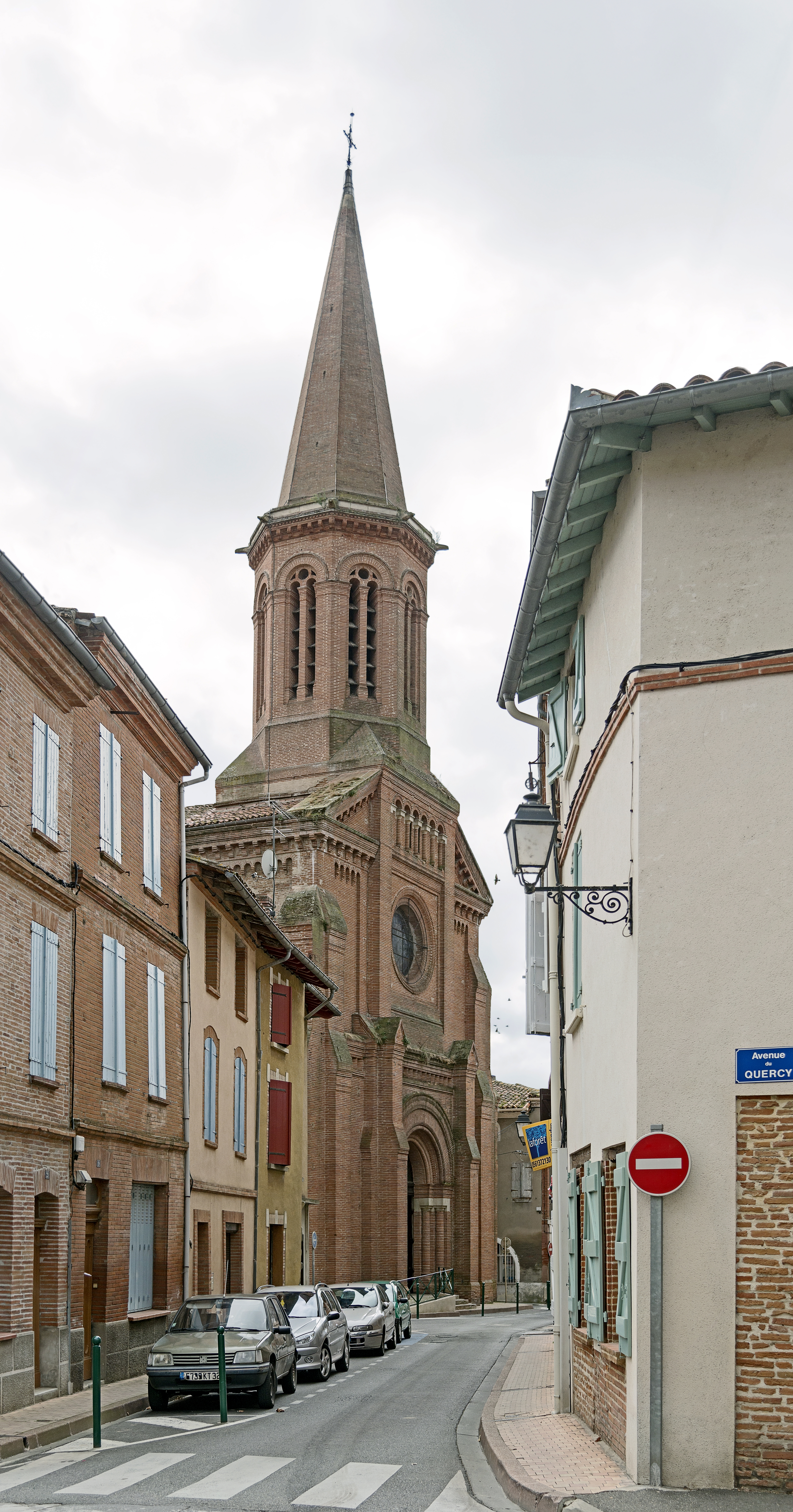
Kirche Saint-Michel
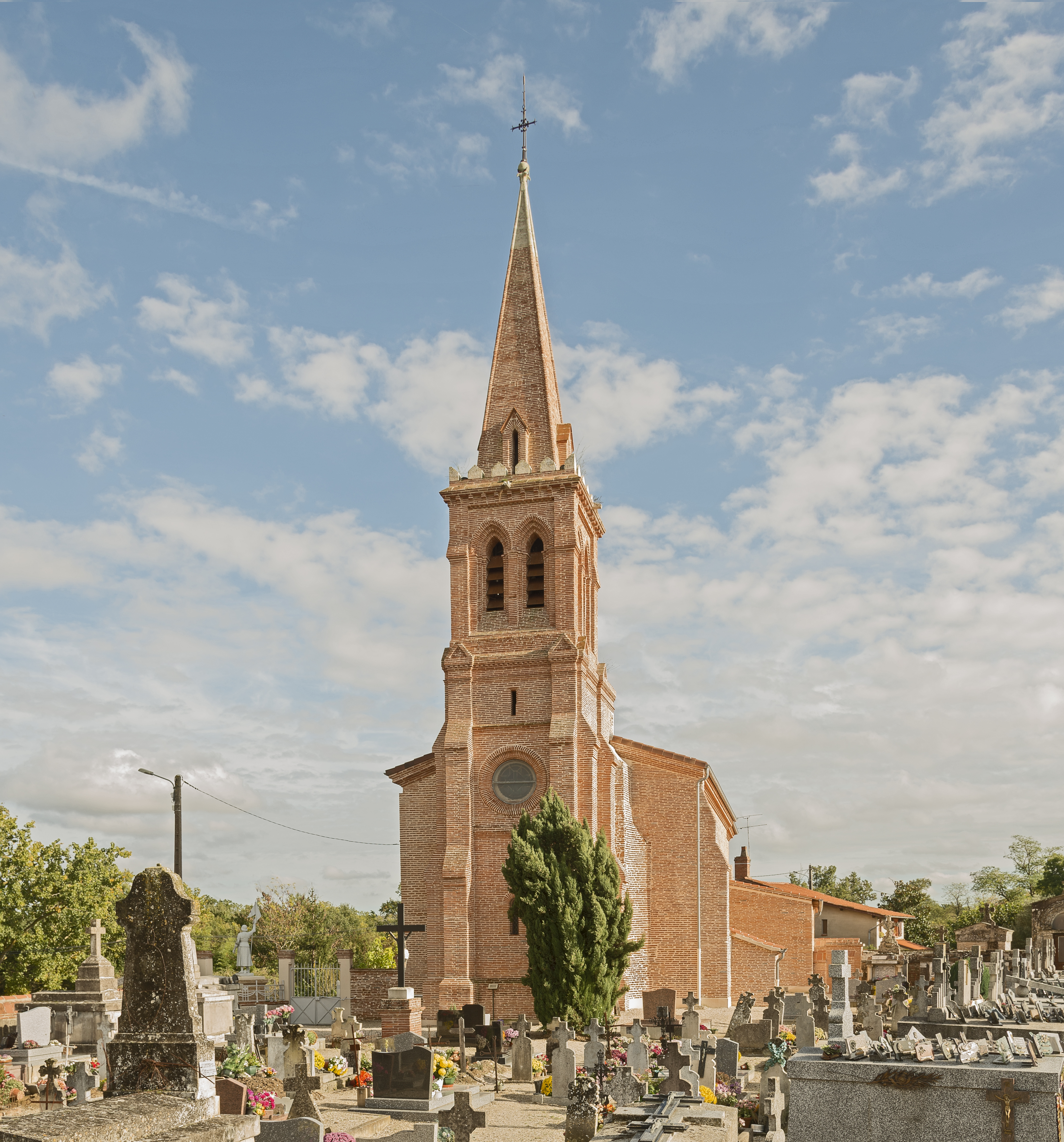
Kirche von Magnanac
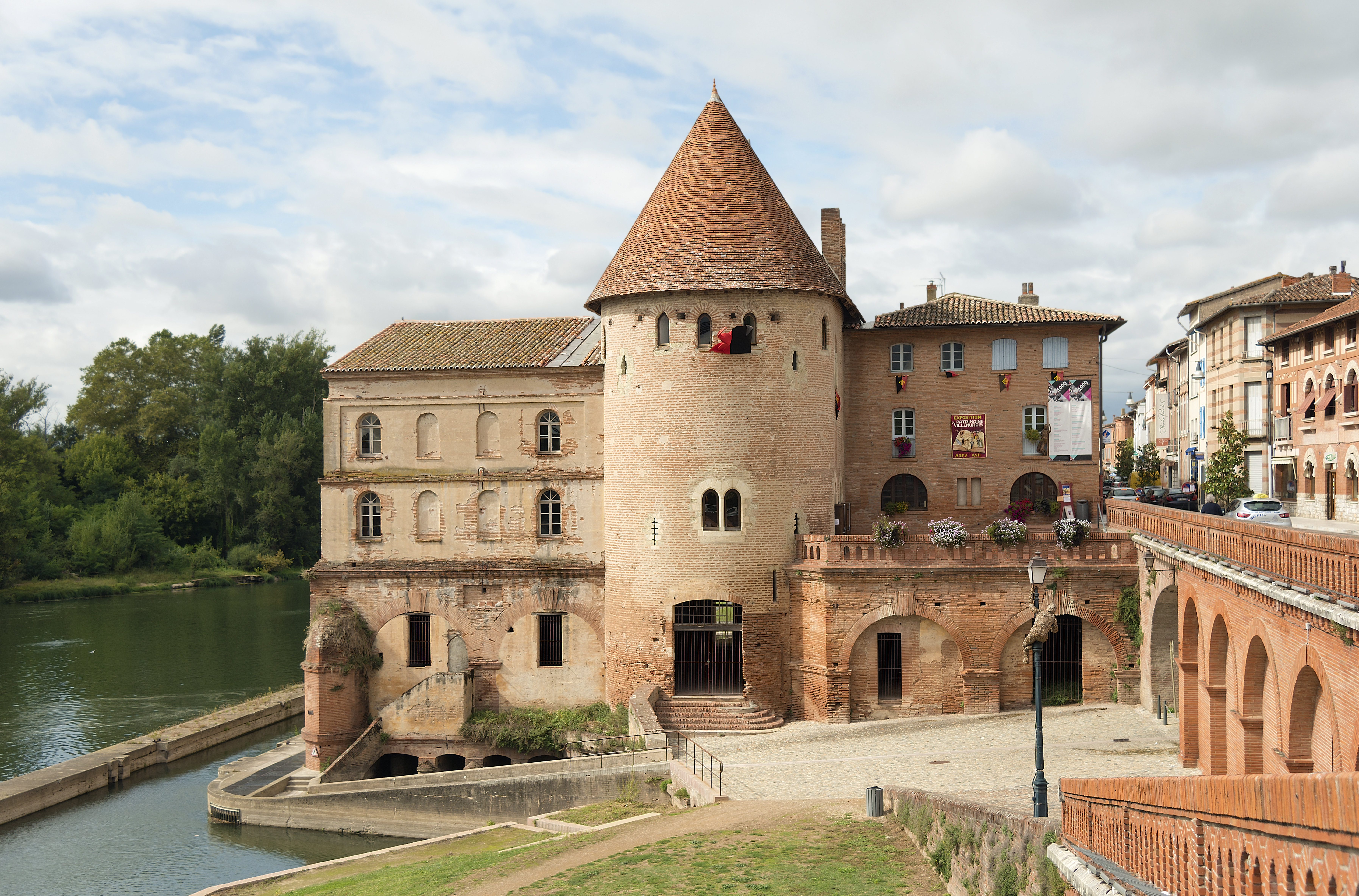
Verteidigungsturm (auch Mühlenturm genannt)

## Gemeindepartnerschaft
Mit der italienischen Gemeinde Fara in Sabina in der Provinz Rieti (Lazio) besteht eine Partnerschaft.